# Passerà
Passerà è un brano musicale cantato da Aleandro Baldi al Festival di Sanremo 1994.
Il pezzo, scritto dallo stesso Baldi con Giancarlo Bigazzi e Marco Falagiani, vince nella sezione Campioni della kermesse canora. Il brano verrà poi inserito nell'album Ti chiedo onestà.
Il brano venne incluso nel 2004 dal gruppo musicale Il Divo nell'album Il Divo, che vendette oltre 3 milioni di copie.